# Línea 8 del Metro de la Ciudad de México
La Línea 8 del Metro de la Ciudad de México es una de las doce líneas del Metro de la capital de México. Fue inaugurada el 20 de julio de 1994 y es la décima línea en incorporarse al sistema. Está integrada por 19 estaciones y tiene 15.6 kilómetros de longitud que abarcan las alcaldías Cuauhtémoc, Venustiano Carranza, Iztacalco e Iztapalapa. Tiene correspondencia con cinco líneas del Metro y su color distintivo es el verde oscuro. En 2021 la línea fue usada por 82.7 millones de pasajeros.

## Historia
El proyecto original de la línea 8 contemplaba iniciar al norte en la estación Indios Verdes, pasar por la Basílica de Guadalupe en la estación La Villa, cruzar el Centro Histórico de la Ciudad de México en la estación Zócalo y terminar al oriente de la ciudad en la estación Pantitlán. Su construcción inició el 29 de noviembre de 1983 en la calle 20 de noviembre, entre la Plaza Tlaxcoaque y la Plaza de la Constitución.
El Instituto Nacional de Antropología e Historia (INAH) se opuso a la construcción de la línea 8 debido a que los trabajos de excavación en el Centro Histórico podían afectar a los edificios de la zona y destruir los vestigios arqueológicos ubicados a lo largo de la ruta. El 9 de diciembre los investigadores del INAH realizaron una manifestación frente al sitio de construcción de la línea, la cual terminó en una trifulca con los trabajadores. El 14 de diciembre el director del INAH, Enrique Florescano, revocó definitivamente el permiso de construcción de la línea por afectar al patrimonio del Centro Histórico de la Ciudad de México.
Nueve meses después de la suspensión, en septiembre de 1984, el INAH y el Departamento del Distrito Federal acordaron reiniciar la construcción de la línea 8, modificando su trazado para circular sobre el Eje Central en lugar de cruzar por el Centro Histórico. Adicionalmente, el tramo norte fue recortado a la estación Garibaldi por motivos presupuestales y su tramo sur también fue modificado para extenderse hacia la delegación Iztapalapa. La construcción de las estaciones subterráneas se hizo a cielo abierto, con el uso de piezas de concreto reforzado prefabricadas. En el tramo sur no se requirió de apoyos adicionales para la excavación debido a los materiales rocosos de la Sierra de Santa Catarina.
La línea 8 fue inaugurada el 20 de julio de 1994, con 19 estaciones en 20 kilómetros, de los cuales 17.6 kilómetros son de servicio y 2.4 kilómetros de maniobras.
Los acabados arquitectónicos utilizados en sus interiores son: Losetas de barro esmaltado, loseta de basaltín y piso de mármol tipo Santo Tomás. Los muros de las estaciones subterráneas están recubiertos con bases de resinas de arenas minerales sílicas y de cuarzo, con mamparas de lámina porcelanizada, mosaico veneciano y pintura. Las superficiales también cuentan con muros de block prismático. Las pasarelas de correspondencia tienen mamparas de mármol travertino.

## Estaciones
| Estación             | Iconografía                                      | Inauguración        | Alcaldía            | Tipo de estación            | Construcción | Conexiones |
| -------------------- | ------------------------------------------------ | ------------------- | ------------------- | --------------------------- | ------------ | --- |
| Garibaldi/Lagunilla  | Guitarra y sarape                                | 20 de julio de 1994 | Cuauhtémoc          | Terminal de correspondencia | Subterránea  | Correspondencia - Línea B Otros servicios - Garibaldi - Garibaldi - Rutas: 18, 27-A - Rutas: 10-E, 11-C |
| Bellas Artes         | Palacio de Bellas Artes                          | 20 de julio de 1994 | Cuauhtémoc          | Correspondencia             | Subterránea  | Correspondencia - Línea 2 Otros servicios - Alquiler de Ecobici - Bellas Artes - Bellas Artes - Ruta 16-A |
| San Juan de Letrán   | Torre Latinoamericana                            | 20 de julio de 1994 | Cuauhtémoc          | Paso                        | Subterránea  | Otros servicios - Alquiler de Ecobici - Eje Central - República de Uruguay |
| Salto del Agua       | Fuente del Salto del Agua                        | 20 de julio de 1994 | Cuauhtémoc          | Correspondencia             | Subterránea  | Correspondencia - Línea 1 Otros servicios - Alquiler de Ecobici - Salto del Agua - Rutas: 19-E, 19-F, 19-G, 19-H                                                                                               |
| Doctores             | Dos doctores                                     | 20 de julio de 1994 | Cuauhtémoc          | Paso                        | Subterránea  | Otros servicios - Doctores |
| Obrera               | Casco de seguridad y dos engranajes              | 20 de julio de 1994 | Cuauhtémoc          | Paso                        | Subterránea  | Otros servicios - Obrera |
| Chabacano            | Chabacano                                        | 20 de julio de 1994 | Cuauhtémoc          | Correspondencia             | Subterránea  | Correspondencia - Línea 2 - Línea 9 Otros servicios - Rutas: 2-A, 31-B, 33, 111-A, 145-A - Rutas: 9-C, 9-E, 14-A, 17-C, 17-H, 17-I                                                                             |
| La Viga              | Dos pescados                                     | 20 de julio de 1994 | Venustiano Carranza | Paso                        | Subterránea  | Otros servicios - Ruta 5-A |
| Santa Anita          | Navegante en una canoa                           | 20 de julio de 1994 | Iztacalco           | Correspondencia             | Subterránea  | Correspondencia - Línea 4 Otros servicios - Ruta 37 - Rutas: 5-A, 14-A |
| Coyuya               | Pie con cascabeles en el tobillo                 | 20 de julio de 1994 | Iztacalco           | Paso                        | Superficie   | Otros servicios - CETRAM Coyuya - Metro Coyuya - Metro Coyuya - Ruta 14-A |
| Iztacalco            | Entrada del Convento de San Matías Apóstol       | 20 de julio de 1994 | Iztacalco           | Paso                        | Superficie   | Otros servicios - Iztacalco |
| Apatlaco             | Baño termal en una casa                          | 20 de julio de 1994 | Iztapalapa          | Paso                        | Superficie   | Otros servicios - Apatlaco - Metro Apatlaco |
| Aculco               | Ola                                              | 20 de julio de 1994 | Iztapalapa          | Paso                        | Superficie   | Otros servicios - Aculco |
| Escuadrón 201        | Emblema del Escuadrón 201                        | 20 de julio de 1994 | Iztapalapa          | Paso                        | Subterránea  | Otros servicios - Escuadrón 201 |
| Atlalilco            | Pozo de agua                                     | 20 de julio de 1994 | Iztapalapa          | Correspondencia             | Subterránea  | Correspondencia - Línea 12 Otros servicios - Ermita/Iztapalapa (a distancia) - Rutas: 1-D, 52-C - Ruta 6-A - Atlalilco                                                                                         |
| Iztapalapa           | Sol                                              | 20 de julio de 1994 | Iztapalapa          | Paso                        | Subterránea  | Otros servicios - Rutas: 1-D, 52-C - Ruta 6-A - Iztapalapa |
| Cerro de la Estrella | Cerro con tres cruces y estrella de fondo        | 20 de julio de 1994 | Iztapalapa          | Paso                        | Subterránea  | Otros servicios - Rutas: 1-D, 52-C - Cerro de la Estrella |
| UAM-I                | Emblema de la Universidad Autónoma Metropolitana | 20 de julio de 1994 | Iztapalapa          | Paso                        | Subterránea  | Otros servicios - Rutas: 1-D, 52-C - UAM-I |
| Constitución de 1917 | Pluma y papel con el número 1917 escrito         | 20 de julio de 1994 | Iztapalapa          | Terminal                    | Superficie   | Otros servicios - CETRAM Constitución de 1917 - Constitución de 1917 - Constitución de 1917 - Constitución de 1917 - Rutas: 1-D, 47-A, 57-A, 57-C, 159, 161, 161-C, 161-D, 161-E, 161-F, 162, 165-A - Ruta 4-B |

### Cambios de nombre
| Nombre previo | Iconografía previa       | Nombre nuevo        | Iconografía nueva                                | Fecha del cambio   |
| ------------- | ------------------------ | ------------------- | ------------------------------------------------ | ------------------ |
| La Purísima   | Busto de la Virgen María | UAM-I               | Emblema de la Universidad Autónoma Metropolitana | 1995               |
| Garibaldi     | Guitarra y sarape        | Garibaldi/Lagunilla | Guitarra y sarape                                | 9 de abril de 2009 |

## Información técnica

### Afluencia por estación
La siguiente tabla muestra cada una de las estaciones de la Línea 8, el total y el promedio de pasajeros diarios durante 2022.
| Estación             | Tipo de estación              | Ranking Local | Ranking General | Total de Pasajeros | A diario |
| -------------------- | ----------------------------- | ------------- | --------------- | ------------------ | -------- |
| Constitución de 1917 | Terminal                      | 1°/19         | 2°/175          | 29,884,202         | 81,874   |
| San Juan de Letrán   | De paso                       | 2°/19         | 29°/175         | 8,306,364          | 22,757   |
| UAM-I                | De paso                       | 3°/19         | 33°/175         | 8,129,921          | 22,273   |
| Coyuya               | De paso                       | 4°/19         | 38°/175         | 7,735,951          | 21,194   |
| Escuadrón 201        | De paso                       | 5°/19         | 53°/175         | 6,636,154          | 18,181   |
| Bellas Artes         | De correspondencia            | 6°/19         | 54°/175         | 6,308,862          | 17,284   |
| Salto del Agua       | De correspondencia            | 7°/19         | 60°/175         | 6,132,781          | 16,802   |
| Atlalilco            | De correspondencia            | 8°/19         | 71°/175         | 5,614,055          | 15,380   |
| Garibaldi/Lagunilla  | Terminal / De correspondencia | 9°/19         | 75°/175         | 5,465,005          | 14,972   |
| Iztacalco            | De paso                       | 10°/19        | 76°/175         | 5,460,060          | 14,959   |
| Obrera               | De paso                       | 11°/19        | 112°/175        | 3,900,803          | 10,687   |
| Doctores             | De paso                       | 12°/19        | 114°/175        | 3,850,947          | 10,550   |
| Apatlaco             | De paso                       | 13°/19        | 120°/175        | 3,501,841          | 9,594    |
| Cerro de la Estrella | De paso                       | 14°/19        | 122°/175        | 3,440,151          | 9,425    |
| Iztapalapa           | De paso                       | 15°/19        | 123°/175        | 3,404,518          | 9,327    |
| Aculco               | De paso                       | 16°/19        | 132°/175        | 3,031,859          | 8,306    |
| La Viga              | De paso                       | 17°/19        | 150°/175        | 2,146,807          | 5,881    |
| Santa Anita          | De correspondencia            | 18°/19        | 167°/175        | 1,523,442          | 4,173    |
| Chabacano            | De correspondencia            | 19°/19        | 171°/175        | 1,170,770          | 3,207    |

### Enlaces de servicio con otras líneas.
- Con la Línea 9  Entre las estaciones Chabacano y La Viga, dirección Garibaldi / Lagunilla[12]